# Richer z St. Remi

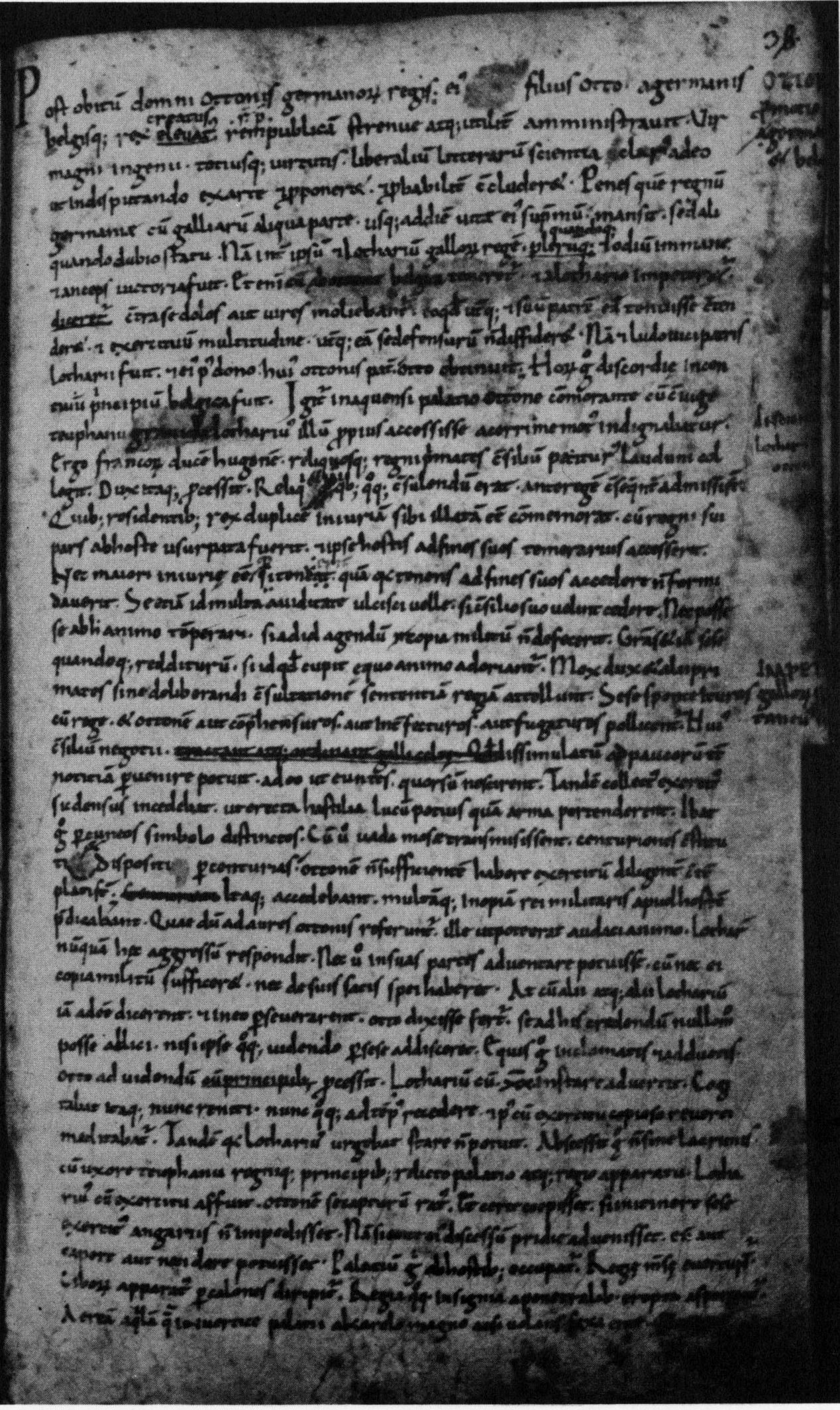
Karta z kroniki Richera z St. Remi

Richer z St. Remi (ur. ok. 945, zm. ok. 998) – frankijski zakonnik i kronikarz.

## Życiorys
Pochodził z dobrze sytuowanej rodziny arystokratycznej. Był mnichem w opactwie św. Remigiusza (St. Remi) w Reims, gdzie pobierał nauki u Gerberta z Aurillac, późniejszego papieża Sylwestra II. Przypuszczalnie studiował także medycynę w Chartres.
Jest autorem powstałej między 991 a 998 rokiem kroniki w czterech księgach, obejmującej lata 888–995. Dzieło to, utrzymane w duchu apologii dynastii Kapetyngów, stanowi pomnik rodzącego się francuskiego poczucia narodowego. Kronika Richera z St. Remi zachowała się w jednym tylko egzemplarzu, pióra samego autora. Manuskrypt, należący do papieża Sylwestra II, przeszedł później na własność cesarza Ottona III, a po jego śmierci Henryka II, który w 1007 roku podarował go ufundowanemu przez siebie kościołowi w Bambergu. Dzieło ukazało się drukiem dopiero na początku XIX wieku.